# Mortuum
Mortuum – zespół muzyczny powstały w 1993 roku w Lubaczowie, grający muzykę z gatunku metal. 
W 1996 wydał album For those who left w Ceremony Records, który wraz z grupą Neolith promował poprzez akcję Podwójne uderzenie z Bieszczad. Utwór promujący album The Path to another world został wydany na CD Blood to come vol. 4 dołączonym do pisma "Trash'em All"; na płycie tej znalazły się także utwory innych wykonawców: Frontside, Corruption, Lux Occulta, Neolith. W 1997, po problemach z wydawcą, zespół wydał własnymi siłami album Servant of desire. Po długiej przerwie, w 2011 r., zespół wydał nowy album Immortal Instinct, który promowany jest teledyskiem do utworu "The day of the second date".
Koncertował m.in. z Lux Occulta, Neolith, Cryptic Tales, Corruption. 

## Dyskografia
Albumy studyjne:
- For those who left (1996, Ceremony Records)[3]
- Servant of desire (1997, Grind Records)[4]
- Immortal Instinct (2011, Veneda Productions)